# Беватрон
Беватрон (від англ. Billions of eV Synchrotron) – прискорювач заряджених частинок, установка синхротронного типу для прискорення протонів до декількох мільярдів електрон-вольт. Працював у Національній лабораторії ім. Лоуренса в Берклі до 1993 року.

## Історія та досягнення
Прискорювач із назвою Беватрон працював із 1954 року в Національній лабораторії ім. Лоуренса в Берклі, пізніше був модернізований.
У 1955 році на беватроні в Берклі було здійснено значне відкриття в історії фізики елементарних частинок — науковці відкрили антипротон. Це відкриття призвело до нагородження у 1959 році Нобелівською премією з фізики вчених Еміліо Сегре та Овена Чемберлена.
Беватрон був списаний у 1993 році. У 2009 році почався демонтаж установки, завершення якого було заплановано на 2011 рік.